# Selección de fútbol de Macao
La selección de fútbol de Macao es el equipo representativo de dicha región administrativa especial en las competiciones oficiales. Su organización está a cargo de la Asociación de Fútbol de Macao, perteneciente a la AFC.
Esta selección sigue representando a Macao después de que en 1999 volvió a soberanía china de forma análoga a Hong Kong debido al principio de Un país, dos sistemas. Por ello este equipo está separado de la selección de fútbol de China. A esta selección china se le llama coloquialmente equipo nacional y a la de Macao equipo Macao.

## Estadísticas

### Copa Mundial de Fútbol
| Copa Mundial de Fútbol | Copa Mundial de Fútbol  | Copa Mundial de Fútbol  | Copa Mundial de Fútbol  | Copa Mundial de Fútbol  | Copa Mundial de Fútbol  | Copa Mundial de Fútbol  | Copa Mundial de Fútbol  |              |
| Año                    | Ronda                   | J                       | G                       | E                       | P                       | GF                      | GC                      |              |
| ---------------------- | ----------------------- | ----------------------- | ----------------------- | ----------------------- | ----------------------- | ----------------------- | ----------------------- | ------------ |
| 1930 - 1938            | No existía la selección | No existía la selección | No existía la selección | No existía la selección | No existía la selección | No existía la selección | No existía la selección |              |
| 1950 - 1978            | No participó            | No participó            | No participó            | No participó            | No participó            | No participó            | No participó            |              |
| 1982                   | No clasificó            | No clasificó            | No clasificó            | No clasificó            | No clasificó            | No clasificó            | No clasificó            |              |
| 1986                   | No clasificó            | No clasificó            | No clasificó            | No clasificó            | No clasificó            | No clasificó            | No clasificó            |              |
| 1990                   | No participó            | No participó            | No participó            | No participó            | No participó            | No participó            | No participó            |              |
| 1994                   | No clasificó            | No clasificó            | No clasificó            | No clasificó            | No clasificó            | No clasificó            | No clasificó            | No clasificó |
| 1998                   | No clasificó            | No clasificó            | No clasificó            | No clasificó            | No clasificó            | No clasificó            | No clasificó            | No clasificó |
| 2002                   | No clasificó            | No clasificó            | No clasificó            | No clasificó            | No clasificó            | No clasificó            | No clasificó            | No clasificó |
| 2006                   | No clasificó            | No clasificó            | No clasificó            | No clasificó            | No clasificó            | No clasificó            | No clasificó            | No clasificó |
| 2010                   | No clasificó            | No clasificó            | No clasificó            | No clasificó            | No clasificó            | No clasificó            | No clasificó            | No clasificó |
| 2014                   | No clasificó            | No clasificó            | No clasificó            | No clasificó            | No clasificó            | No clasificó            | No clasificó            | No clasificó |
| 2018                   | No clasificó            | No clasificó            | No clasificó            | No clasificó            | No clasificó            | No clasificó            | No clasificó            | No clasificó |
| 2022                   | No clasificó            | No clasificó            | No clasificó            | No clasificó            | No clasificó            | No clasificó            | No clasificó            | No clasificó |
| 2026                   | No clasificó            | No clasificó            | No clasificó            | No clasificó            | No clasificó            | No clasificó            | No clasificó            | No clasificó |
| Total                  | 0/23                    | -                       | -                       | -                       | -                       | -                       | -                       |              |

### Copa Asiática
| Copa Asiática | Copa Asiática | Copa Asiática | Copa Asiática | Copa Asiática | Copa Asiática | Copa Asiática | Copa Asiática |
| Año           | Ronda         | J             | G             | E             | P             | GF            | GC            |
| ------------- | ------------- | ------------- | ------------- | ------------- | ------------- | ------------- | ------------- |
| 1956          | No participó  | No participó  | No participó  | No participó  | No participó  | No participó  | No participó  |
| 1960          | No participó  | No participó  | No participó  | No participó  | No participó  | No participó  | No participó  |
| 1964          | No participó  | No participó  | No participó  | No participó  | No participó  | No participó  | No participó  |
| 1968          | No participó  | No participó  | No participó  | No participó  | No participó  | No participó  | No participó  |
| 1972          | No participó  | No participó  | No participó  | No participó  | No participó  | No participó  | No participó  |
| 1976          | No participó  | No participó  | No participó  | No participó  | No participó  | No participó  | No participó  |
| 1980          | No clasificó  | No clasificó  | No clasificó  | No clasificó  | No clasificó  | No clasificó  | No clasificó  |
| 1984          | No participó  | No participó  | No participó  | No participó  | No participó  | No participó  | No participó  |
| 1988          | No participó  | No participó  | No participó  | No participó  | No participó  | No participó  | No participó  |
| 1992          | No clasificó  | No clasificó  | No clasificó  | No clasificó  | No clasificó  | No clasificó  | No clasificó  |
| 1996          | No clasificó  | No clasificó  | No clasificó  | No clasificó  | No clasificó  | No clasificó  | No clasificó  |
| 2000          | No clasificó  | No clasificó  | No clasificó  | No clasificó  | No clasificó  | No clasificó  | No clasificó  |
| 2004          | No clasificó  | No clasificó  | No clasificó  | No clasificó  | No clasificó  | No clasificó  | No clasificó  |
| 2007          | No participó  | No participó  | No participó  | No participó  | No participó  | No participó  | No participó  |
| 2011          | No clasificó  | No clasificó  | No clasificó  | No clasificó  | No clasificó  | No clasificó  | No clasificó  |
| 2015          | No clasificó  | No clasificó  | No clasificó  | No clasificó  | No clasificó  | No clasificó  | No clasificó  |
| 2019          | No clasificó  | No clasificó  | No clasificó  | No clasificó  | No clasificó  | No clasificó  | No clasificó  |
| 2023          | No clasificó  | No clasificó  | No clasificó  | No clasificó  | No clasificó  | No clasificó  | No clasificó  |
| 2027          | No clasificó  | No clasificó  | No clasificó  | No clasificó  | No clasificó  | No clasificó  | No clasificó  |
| Total         | 0/19          | -             | -             | -             | -             | -             | -             |

## Torneos regionales

### Campeonato de Fútbol de Asia Oriental(EAFF)
| Campeonato de Fútbol de Asia Oriental | Campeonato de Fútbol de Asia Oriental | Campeonato de Fútbol de Asia Oriental | Campeonato de Fútbol de Asia Oriental | Campeonato de Fútbol de Asia Oriental | Campeonato de Fútbol de Asia Oriental | Campeonato de Fútbol de Asia Oriental | Campeonato de Fútbol de Asia Oriental |
| Año                                   | Ronda                                 | J                                     | G                                     | E                                     | P                                     | GF                                    | GC                                    |
| ------------------------------------- | ------------------------------------- | ------------------------------------- | ------------------------------------- | ------------------------------------- | ------------------------------------- | ------------------------------------- | ------------------------------------- |
| 2003                                  | No clasificó                          | No clasificó                          | No clasificó                          | No clasificó                          | No clasificó                          | No clasificó                          | No clasificó                          |
| 2005                                  | No participó                          | No participó                          | No participó                          | No participó                          | No participó                          | No participó                          | No participó                          |
| 2008                                  | No clasificó                          | No clasificó                          | No clasificó                          | No clasificó                          | No clasificó                          | No clasificó                          | No clasificó                          |
| 2010                                  | No clasificó                          | No clasificó                          | No clasificó                          | No clasificó                          | No clasificó                          | No clasificó                          | No clasificó                          |
| 2013                                  | No clasificó                          | No clasificó                          | No clasificó                          | No clasificó                          | No clasificó                          | No clasificó                          | No clasificó                          |
| 2015                                  | No clasificó                          | No clasificó                          | No clasificó                          | No clasificó                          | No clasificó                          | No clasificó                          | No clasificó                          |
| 2017                                  | No clasificó                          | No clasificó                          | No clasificó                          | No clasificó                          | No clasificó                          | No clasificó                          | No clasificó                          |
| 2019                                  | No clasificó                          | No clasificó                          | No clasificó                          | No clasificó                          | No clasificó                          | No clasificó                          | No clasificó                          |
| 2022                                  | No participó                          | No participó                          | No participó                          | No participó                          | No participó                          | No participó                          | No participó                          |
| 2025                                  | No clasificó                          | No clasificó                          | No clasificó                          | No clasificó                          | No clasificó                          | No clasificó                          | No clasificó                          |
| Total                                 | 0/10                                  | -                                     | -                                     | -                                     | -                                     | -                                     | -                                     |

### Copa Desafío de la AFC
| Copa Desafío de la AFC | Copa Desafío de la AFC | Copa Desafío de la AFC | Copa Desafío de la AFC | Copa Desafío de la AFC | Copa Desafío de la AFC | Copa Desafío de la AFC | Copa Desafío de la AFC |
| Año                    | Ronda                  | J                      | G                      | E                      | P                      | GF                     | GC                     |
| ---------------------- | ---------------------- | ---------------------- | ---------------------- | ---------------------- | ---------------------- | ---------------------- | ---------------------- |
| 2006                   | Fase de grupos         | 3                      | 0                      | 1                      | 2                      | 2                      | 8                      |
| 2008                   | No clasificó           | No clasificó           | No clasificó           | No clasificó           | No clasificó           | No clasificó           | No clasificó           |
| 2010                   | No clasificó           | No clasificó           | No clasificó           | No clasificó           | No clasificó           | No clasificó           | No clasificó           |
| 2012                   | No clasificó           | No clasificó           | No clasificó           | No clasificó           | No clasificó           | No clasificó           | No clasificó           |
| 2014                   | No clasificó           | No clasificó           | No clasificó           | No clasificó           | No clasificó           | No clasificó           | No clasificó           |
| Total                  | 1/5                    | 3                      | 0                      | 1                      | 2                      | 2                      | 8                      |

### Copa Solidaridad de la AFC
| Copa Desafío de la AFC | Copa Desafío de la AFC | Copa Desafío de la AFC | Copa Desafío de la AFC | Copa Desafío de la AFC | Copa Desafío de la AFC | Copa Desafío de la AFC | Copa Desafío de la AFC |
| Año                    | Ronda                  | J                      | G                      | E                      | P                      | GF                     | GC                     |
| ---------------------- | ---------------------- | ---------------------- | ---------------------- | ---------------------- | ---------------------- | ---------------------- | ---------------------- |
| 2016                   | Subcampeón             | 5                      | 2                      | 2                      | 1                      | 8                      | 5                      |
| Total                  | 1/1                    | 5                      | 2                      | 2                      | 1                      | 8                      | 5                      |

## Últimos partidos y próximos encuentros
Actualizado al último partido jugado el 19 de marzo de 2025
| Fecha      | Ciudad       | Local     | Resultado | Visitante | Competición                      |
| ---------- | ------------ | --------- | --------- | --------- | -------------------------------- |
| 26-03-2023 | Taipa        | Macao     | 0:1       | Singapur  | Partido amistoso                 |
| 19-06-2023 | Dalian       | Macao     | 0:2       | Birmania  | Partido amistoso                 |
| 06-09-2023 | Taipa        | Macao     | 0:1       | Bután     | Partido amistoso                 |
| 11-09-2023 | Nom Pen      | Camboya   | 4:0       | Macao     | Partido amistoso                 |
| 12-10-2023 | Rangun       | Birmania  | 5:1       | Macao     | Clasificación Copa Mundial 2026  |
| 17-10-2023 | Taipa        | Macao     | 0:0       | Birmania  | Clasificación Copa Mundial 2026  |
| 06-09-2024 | Seri Begawan | Brunéi    | 3:0       | Macao     | Clasificación Copa Asiática 2027 |
| 10-09-2024 | Taipa        | Macao     | 0:1       | Brunéi    | Clasificación Copa Asiática 2027 |
| 14-12-2024 | Siu Sai Wan  | Macao     | 1:2       | Guam      | Clasificación Copa EAFF 2025     |
| 19-03-2025 | Mong Kok     | Hong Kong | 2:0       | Macao     | Partido amistoso                 |

## Entrenadores
- Masataka Imai (2003-2004)
- Masanaga Kageyama (2006-2007)
- Leung Sui Wing (2008-2015)
- Tam Iao San (2015-2017)
- Chan Hiu Ming (2017)
- long Cho leng (2018-2020)
- Lázaro Oliveira (2020-2024)
- Kwok Kar Lok (2024-)

## Jugadores

### Última convocatoria
Lista de jugadores convocados para el partido amistoso ante Hong Kong celebrado en marzo de 2025.
| No. | Pos. | Jugador          | Fecha de nacimiento (edad)         | Apa. | Goles | Club                 |
| --- | ---- | ---------------- | ---------------------------------- | ---- | ----- | -------------------- |
| 1   | POR  | Ho Man Fai       | 24 de abril de 1993 (32 años)      | 45   | 0     | Chao Pak Kei         |
| 20  | POR  | Fong Chi Hang    | 26 de octubre de 1989 (35 años)    | 2    | 0     | Cheng Fung           |
| 22  | POR  | Lei Wa Si        | 21 de agosto de 2000 (24 años)     | 0    | 0     | Shao Jiang           |
|     |      |                  |                                    |      |       |                      |
| 2   | DEF  | Marcos Cheong    | 25 de agosto de 2002 (22 años)     | 1    | 0     | Benfica de Macau     |
| 3   | DEF  | Amâncio          | 29 de marzo de 1990 (35 años)      | 8    | 0     | Benfica de Macau     |
| 4   | DEF  | Kam Chi Hou      | 4 de abril de 1995 (30 años)       | 17   | 0     | Benfica de Macau     |
| 5   | DEF  | Xiao Rongrui     | 25 de febrero de 2002 (23 años)    | 0    | 0     | Universidad de Macao |
| 7   | DEF  | Chan Man         | 4 de octubre de 1993 (31 años)     | 32   | 2     | Benfica de Macau     |
| 13  | DEF  | Sou Hin Nang     | 24 de mayo de 2005 (20 años)       | 0    | 0     | Universidad de Macao |
| 16  | DEF  | Lam Weng Kin     | 17 de julio de 2006 (18 años)      | 0    | 0     | Shao Jiang           |
|     |      |                  |                                    |      |       |                      |
| 8   | MED  | Ng Wa Keng       | 2 de agosto de 1999 (25 años)      | 11   | 0     | Chao Pak Kei         |
| 9   | MED  | Si Hou In        | 21 de octubre de 2004 (20 años)    | 1    | 0     | Cheng Fung           |
| 10  | MED  | Dion Carlos Choi | 6 de febrero de 1999 (26 años)     | 6    | 0     | Chao Pak Kei         |
| 11  | MED  | Ieong Lek Hang   | 11 de noviembre de 2003 (21 años)  | 1    | 0     | Benfica de Macau     |
| 15  | MED  | Cheong Hoi San   | 26 de junio de 1998 (26 años)      | 15   | 0     | Monte Carlo          |
| 18  | MED  | Nuno Jerónimo    | 2 de noviembre de 1997 (27 años)   | 6    | 0     | Barreirense          |
| 23  | MED  | Ho Chi Fong      | 30 de septiembre de 1994 (30 años) | 15   | 0     | Chao Pak Kei         |
|     |      |                  |                                    |      |       |                      |
| 12  | DEL  | Gu Hoi Sou       | 5 de enero de 2005 (20 años)       | 0    | 0     | Chao Pak Kei         |
| 14  | DEL  | Leung Chi Seng   | 3 de junio de 2000 (25 años)       | 8    | 0     | Chao Pak Kei         |
| 17  | DEL  | Lei Cheng Lam    | 24 de enero de 2005 (20 años)      | 5    | 1     | Chao Pak Kei         |
| 19  | DEL  | Ng Lai Teng      | 6 de noviembre de 2004 (20 años)   | 1    | 0     | Cheng Fung           |
| 21  | DEL  | Pang Chi Hang    | 31 de noviembre de 1993 (31 años)  | 34   | 1     | Chao Pak Kei         |